# Flateyjarannáll
Flateyjarannáll (del nórdico antiguo: Anales de Flatey) es uno de los manuscritos medievales islandeses conservados en el compendio Flateyjarbók. Escrita hacia el siglo XIV, es una crónica de acontecimientos importantes en Escandinavia que se detallan año tras año, al estilo de los anales contemporáneos de aquel momento en el continente. Fue una compilación obra de Magnús Þórhallsson, escrito entre 1388 y 1394. La información procede principalmente de Lögmannsannáll, por lo menos hasta 1388 y a partir de ese año parece que fue ampliado, año tras año, con la información que tenía disponible el autor. Resalta principalmente los detalles del conflicto entre Björn jorsalfari Einarsson y Þórðr Sigmundarson, entre 1393 y 1394.